# Camí de Carreu (Vall de Carreu)
El camí de Carreu és un camí del terme d'Abella de la Conca, al Pallars Jussà, a l'àmbit de la vall de Carreu. Antigament, a llevant de la caseria de Carreu s'anomenava camí de Montanissell, com queda reflectit a la documentació del cadastre.

El Camí de Carreu per la Vall de Carreu, respecte del terme d'Abella de la Conca

És un antic camí de bast que resseguia tota la vall del riu de Carreu i comunicava el poble de Carreu tant amb els pobles dels quals depenia (Bóixols, i, a través seu, Abella de la Conca), com amb els altres nuclis propers: Pessonada i els Prats, des d'on va cap a Montanissell, sobretot.
En l'actualitat és una pista de muntanya apta per a tota mena de vehicles. És l'única pista dels entorns que no és d'accés restringit (es troba la major part dins de l'Espai d'interès natural de la Serra de Boumort, dins de la Reserva Nacional de Caça de Boumort), i és la meitat meridional de la pista que fa la volta a la reserva natural (la Pista de Boumort).
Arrenca del poble de Pessonada i acaba al coll de Llívia, al límit dels termes municipals d'Abella de la Conca, del Pallars Jussà, i de Coll de Nargó, de l'Alt Urgell. Ressegueix de forma paral·lela (se n'aparta ben poc, al llarg de tot el seu recorregut) la riba dreta del riu de Carreu, que no travessa fins a prop del final, sota del coll de Llívia. Abans, però, se'n van separant alguns camins que menen als llocs que queden a la vall de Carreu: el camí d'Herba-savina, que mena a aquest antic poble, al costat nord de la vall, la pista del Portell, que mena al portell de Gassó, al costat sud, el camí de Pla del Tro, que duu a casa Hortó i casa de Pla del Tro i a tota la zona a l'entorn del pla del Tro, tots dos abans d'arribar a l'antiga caseria de Carreu.
Al coll de Llívia es troba amb el camí de Boumort i el camí dels Prats. Discorre pels termes municipals de Conca de Dalt (antic terme d'Hortoneda de la Conca i Abella de la Conca, tots dos del Pallars Jussà, i arriba a tocar, al final del seu recorregut, el terme de Coll de Nargó, a l'antic terme de Montanissell.
Al sud-oest del coll de Llívia es conserven encara algunes traces del tram del camí de Carreu que anava a enllaçar amb Bóixols. Resseguia una part del camí del Grau, que s'adreça al grau de Queralt, per on passava el camí que anava a Bóixols, i se'n desviava cap a ponent, per anar a buscar un pas natural de la serra de Carreu a ponent del Cap de Plan-de-riba, i davallava cap a la Gavernera, cap a cal Moià, cal Badia o cal Mascarell. Actualment és un camí, de fet, un corriol, que es pot seguir a peu.

## Etimologia
Es tracta d'un topònim romànic modern, de caràcter descriptiu: es tracta d'un dels camins que menaven a Carreu.